# Luke Fox
Luke Fox, auch Luke Foxe (* 20. Oktober 1586 in Kingston upon Hull; † 15. Juli 1635 in Whitby), war ein englischer Entdecker.

## Leben
Luke Foxe war der Sohn des Handelskapitäns Richard Fox. Foxe eignete sich Wissen zur Seefahrt an durch zahlreiche Fahrten durch Nord- und Ostsee, das Studium der Werke von Samuel Purchas, Richard Hakluyt und anderen und durch Gespräche mit Veteranen von Arktisreisen. Auf Empfehlung von Henry Briggs bewarb sich Foxe 1629 bei der britischen Krone um eine Expedition mit dem Ziel der Entdeckung der Nordwestpassage in Nordamerika, die er in der Nähe des Churchill Rivers vermutete. Foxe wurde hierfür die Charles zur Verfügung gestellt; die Expedition konnte im Mai 1631 starten und erreichte am 22. Juni die Hudson Bay, die er ebenso wie das Foxe Basin bis Ende September besegelte. Foxe erkannte, dass in der südlichen Hudson Bay keine Passage möglich ist. Ende Oktober 1631 erreichte die Expedition wieder Großbritannien. Die Möglichkeit, eine weitere Expedition zur Suche nach der Nordwestpassage zu starten, wurde ihm nicht zuteil. Er verstarb schließlich in relativer Armut.

## Bedeutung
Nach ihm wurden die Foxe-Halbinsel, der Foxe-Kanal und das Foxe Basin benannt. Fox selbst gab auf seinen Reisen 27 geographischen Orten einen Namen, von denen acht auch heute noch diese Bezeichnung tragen. Einer davon ist der Roes Welcome Sound zwischen der Southampton-Insel und dem kanadischen Festland, den er nach seinem Freund und Sponsor Sir Thomas Roe benannte.
Foxe war der erste, der die Hudson Bay umsegelte und damit die Idee einer Passage aus der Bucht gen Westen zerstreute. Kritisiert wurde Foxe insbesondere dafür, nicht im Zuge seiner Expedition in der Arktis überwintert und damit seine Suche verlängert zu haben.
Foxe verfasste die „vielleicht erste“ Geschichte der Erforschung der Arktis, welche die einzige erhaltene Erzählung von Thomas Buttons Reisen enthält.
Die kanadische Regierung, vertreten durch den für das Historic Sites and Monuments Board of Canada zuständigen Minister, ehrte Foxe am 19. Oktober 1972 für sein Wirken bei der Erforschung der Arktis und erklärte ihn zu einer „Person von nationaler historischer Bedeutung“.

## Werke
- Northwest Fox; or, Fox from the North-West Passage. London, 1635